# Курсель (Мёрт и Мозель)
Курсе́ль (фр. Courcelles) — коммуна во французском департаменте Мёрт и Мозель региона Лотарингия. Относится к  кантону Коломбе-ле-Бель.	

## География
Курсель расположен в 38 км к юго-западу от Нанси. Соседние коммуны: Пюльне на севере, Те-су-Водемон, Гюнье и Форсель-су-Гюнье на северо-востоке, Френ-ан-Сентуа, Буленкур и Бузанвиль на востоке, Блемре на юге, Шеф-О на юго-западе, Гримонвиллер и Фекокур на северо-западе.

## Демография
Население коммуны на 2010 год составляло 107 человек.
| 1962 | 1968 | 1975 | 1982 | 1990 | 1999 | 2010 |
| ---- | ---- | ---- | ---- | ---- | ---- | ---- |
| 124  | 122  | 115  | 102  | 94   | 101  | 107  |

## Достопримечательности
- Церковь с башней в романском стиле, неф и придел 1778 года.
- Развалины древней часовни Сен-Катрин.